# Ciclo callippico
Il ciclo callippico è il periodo necessario per il verificarsi di 940 lunazioni. La sua durata corrisponde quasi esattamente a 76 anni giuliani, con un errore soltanto di 5 ore e 53 minuti circa.

## Origine storica
Il ciclo callippico venne proposto dall'astronomo greco Callippo di Cizico nel 330 a.C. Egli si accorse che dopo 940 lunazioni Sole Luna e Terra si ritrovavano nella stessa posizione relativa e pensò che ciò potesse essere utilizzato per costruire un calendario molto accurato. Il solstizio estivo del 330, corrispondente al 28 giugno nel calendario giuliano prolettico, era considerato l'epoca d'inizio dei cicli callippici. Oggi, quindi, ci troveremmo nel 30° ciclo callippico e il prossimo comincerebbe nel 2025.
La scoperta del ciclo callippico sarebbe stata utilizzata dall'astronomo Sosigene di Alessandria per stabilire la durata dell'anno giuliano, introdotto sulla base dei suoi calcoli da Gaio Giulio Cesare.

## Cicli callippici e cicli metonici
Il ciclo callippico venne proposto come un perfezionamento del ciclo metonico, scoperto circa un secolo prima e per definizione pari a 235 lunazioni, cioè quasi esattamente 19 anni giuliani. Il ciclo callippico, quindi, dovrebbe avere la stessa durata di quattro cicli metonici. La durata del ciclo metonico, però, era arrotondata per eccesso a 6940 giorni, mentre il ciclo callippico viene arrotondato per eccesso a 27759 giorni e, perciò, durava esattamente un giorno in meno di quattro cicli metonici.
L'introduzione degli anni bisestili con il calendario giuliano ha semplificato i rapporti fra i due cicli. Il ciclo metonico di 19 anni, infatti, dura 6940 giorni solo se nel ciclo cadono 5 anni bisestili. Se, però, il ciclo metonico inizia nell'anno successivo a un bisestile esso contiene solo 4 anni di 366 giorni e dura 6939 giorni. Ciò si verifica una volta ogni quattro cicli, cioè una volta per ogni ciclo callippico. Nel calendario giuliano, quindi, quattro cicli metonici consecutivi hanno esattamente lo stesso numero di giorni di un ciclo callippico.
Se il primo anno del primo ciclo metonico è bisestile, il ciclo metonico corto sarà il quarto.

## Il ciclo di Ipparco
Poiché 940 lunazioni durano circa sei ore meno di un numero intero di giorni, Ipparco di Nicea pensò di utilizzare un ciclo composto da 4 cicli callippici, cioè 304 anni. Se al calendario giuliano (a quel tempo detto "alessandrino" perché introdotto in Egitto col decreto di Canopo) si fosse sottratto un giorno per ciclo le lunazioni avrebbero ripercorso esattamente le stesse date durante il ciclo successivo.
L'accorciamento della durata dell'anno calendariale proposta da Ipparco era però troppo limitata per approssimare adeguatamente l'anno tropico: secondo la riforma gregoriana occorrerebbe togliere tre giorni ogni 400 anni. In un calendario che approssimasse accuratamente l'anno tropico, però, non si verificherebbe più la corrispondenza con il ciclo lunare scoperta da Callippo o da Ipparco. La proposta di Ipparco non ebbe seguito né allora, quando non c'era motivo per variare il calendario giuliano, né in seguito, quando la sua modifica risultò essere comunque insufficiente.